# کرملین سوزدال
کرملین سوزدال (روسی: Суздальский кремль) قدیمی‌ترین بخش شهر سوزدال در روسیه است که قدمت آن به قرن دهم میلادی بازمی‌گردد. مشابه سایر کرملین‌های روسیه، این مکان در ابتدا به عنوان یک قلعه یا دژ ساخته شد که مرکز مذهبی و اداری شهر به‌شمار می‌رفت. این مجموعه بیشتر به دلیل قرارگیری کلیسای جامع میلاد شناخته می‌شود.
در کنار چندین سازه دیگر در شهر مجاور ولادیمیر، کرملین سوزدال در سال ۱۹۹۲ به عنوان یک میراث جهانی یونسکو ثبت شد.

## تاریخچه
شواهد باستان‌شناسی نشان می‌دهد که کرملین سوزدال در اوایل قرن دهم میلادی سکونتگاه بوده است. با این حال، خود قلعه در اواخر قرن یازدهم یا اوایل قرن دوازدهم ساخته شده است. این قلعه در موقعیت استراتژیکی بر روی خم رودخانه کامنکا، با سه طرف حفاظت‌شده توسط آب و خندق در شرق، قرار داشت. این مکان توسط خاکریزهایی احاطه شده بود که تا به امروز باقی مانده‌اند.
یک سکونتگاه (posad زبان روسی: посад) در شرق این مجموعه به محل سکونت جمعیت غیرمذهبی شامل مغازه‌داران و صنعتگران تبدیل شد، در حالی که کرملین خود محل زندگی شاهزاده، اسقف اعظم، و روحانیون ارشد بود.
از قرن سیزدهم تا شانزدهم، چندین صومعه و کلیسا در این منطقه ساخته شدند که از جمله آن‌ها می‌توان به کلیسای جامع میلاد، صومعه پوشش مادر خدا و صومعه ناجی و سنت اوفیمیوس اشاره کرد.